# 真田信経
真田 信経（さなだ のぶつね、正徳5年（1715年）3月 - 寛政10年3月2日（1798年4月17日））は、仙台藩士。真田信成の嫡男。号は等夢斉。子には長男信廣。
1744年（延享元年）に父・信成の隠居に伴い家督を継ぐ。1775年（安永5年）に隠居し、家督を養嗣子 信親（田村顕道の三男）に譲った。しかし、翌年死去。それに伴い信珍（大條頼始の三男）を養子とし、嗣子とする。だが、1794年に信珍も死去し、まだ幼児である信凭（信珍の子）が家督を継いだ。1798年（寛政10年）、84歳という長寿で没し、成覚寺に葬られた。